# 撒基努
撒基努（英語：Sakinu，1981年04月15日—），台灣演藝圈的演員、節目主持人，出生於台灣臺東市，原住民藝人。早期與Matzka組團後於各大綜藝節目來賓打開知名度。2021年電影與Ella、馬志翔合演《聽見歌再唱》與《國際橋牌社2》在戲劇圈嶄露頭角。

## 主持
- 華視-綜藝菲常讚 節目主持
- 原民台-部落星舞台 節目主持
- 原民台-TAHU生火吧 第一季主持
- 原民台-部落防疫總動員 節目主持

## 戲劇作品

### 電影
- 《想飛》
- 《山的那一邊》
- 《聽見歌再唱》
- 《導演你有病》

### 電視劇
- 《飛行少年》
- 《光環之后》
- 《星座愛情牡羊女》
- 《滾石愛情故事》
- 《生死接線員》
- 《國際橋牌社2》
- 《國際橋牌社外傳：和平歸來》
- 《假日到山裏來看你》
- 《果嶺上的熊孩子》

## 外部連結
- 撒基努的Facebook專頁
- 撒基努的Instagram帳戶
- TVBS 頂尖事務所 - 撒基努 （页面存档备份，存于）